# Unavngivet demo (Tumulus Anmatus)
Det italienske black metal-band Tumulus Anmatus udgav en unavngivet demo i juni 2007. Det var bandets første udgivelse, og blev året efter genudgivet på kassettebånd af War Productions.

## Spor
1. "Tumulus Anmatus" - 4:30
2. "Voci Dal Profondo" - 2:52
3. "La Marcia Delle Ombre" - 3:52
4. "Venti D' Inverno" - 3:48
5. "Cenere" - 6:09